# Rio Cotocu
O Rio Cotocu é um rio da Romênia, afluente do Todireşti, localizado no distrito de Iaşi.